# كوري جونسون
كوري جونسون (بالإنجليزية: Corey Johnson)‏ هو ممثل أمريكي، ولد في 17 مايو 1961 بنيو أورلينز في الولايات المتحدة. بدأ مشواره المهني سنة 1992.

## أعمال

### أفلام
- (1998) إنقاذ الجندي رايان[8][9][10]
- (1999) المومياء[11]
- (2001) سقوط الصقر الأسود[12]
- (2004) هلبوي[13]
- (2006) العقد[14]
- (2006) ديجا فو[15]
- (2006) يونايتد 93[16]
- (2007) إنذار بورن[17]
- (2010) كيك-آس[18][19]
- (2011) داي أوف ذا فالكون[20]
- (2011)  الدرجة الأولى[21]
- (2012) ميراث بورن[22][23]
- (2013) القبطان فيليبس
- (2014) إكس ماكينا[24][25]
- (2014)  الاستخبارات السرية
- (2015) سرفايفر
- (2018) ذا تيتان
- (2018) حرب خاصة

## وصلات خارجية
- كوري جونسون على موقع IMDb (الإنجليزية)
- كوري جونسون على موقع ألو سيني (الفرنسية)
- كوري جونسون على موقع أول موفي (الإنجليزية)
- كوري جونسون على موقع قاعدة بيانات برودواي على الإنترنت (الإنجليزية)
- كوري جونسون على موقع قاعدة بيانات الأفلام السويدية (السويدية)
- كوري جونسون على موقع قاعدة بيانات الفيلم (الإنجليزية)
- كوري جونسون على موقع كينوبويسك (الروسية)